# Horwood, Lovacott and Newton Tracey
Horwood, Lovacott and Newton Tracey är en civil parish i Storbritannien.   Den ligger i grevskapet Devon och riksdelen England, i den södra delen av landet, 280 km väster om huvudstaden London. Orten har 487 invånare (2011).